# Sophora
Genre
Classification APG II (2003)
Sophora est un genre de plantes à fleurs de la tribu des Sophoreae et de la famille des Fabaceae qui comprend 31 espèces. Ce sont de petits arbres ou arbustes. Ces plantes  arborescentes sont originaires des régions tempérées et chaudes du sud-est de l'Europe à l'Asie, de l'Australasie et des îles de l'océan Pacifique ainsi que de l'ouest de l'Amérique du Sud.

## Description
Ce genre avait initialement une plus grande extension, incluant de nombreuses espèces désormais classées dans d'autres genres, notamment Styphnolobium, qui se distingue par l'absence de bactéries (Rhizobium) assurant la fixation biologique de l'azote dans les racines, et Calia (les fèves de mescal).
Les espèces de Sophora de Nouvelle-Zélande sont connues localement sous le nom de Kowhai.
Le toromiro (Sophora toromiro) était autrefois commun dans les forêts de l'Île de Pâques. Cet arbre a été la victime de la déforestation qui détruisit toutes les forêts de l'île au XVIIIe siècle et a disparu à l'état sauvage. L'espèce est en cours de réintroduction dans l'île dans le cadre d'un programme scientifique mené conjointement par les  jardins botaniques royaux de Kew et le jardin botanique de Göteborg, où les seuls plants survivants de cette espèce avec une origine documentée ont été multipliés dans les années 1960 à partir de graines récoltées par Thor Heyerdahl.
Sophora macrocarpa est un petit arbre méditerranéen originaire du Chili, où il est appelé Mayo ou Mayú.

## Taxinomie

### Synonymes
Selon GRIN (29 novembre 2018) : 
- Ammothamnus Bunge
- Broussonetia Ortega
- Cephalostigmaton (Yakovlev) Yakovlev
- Echinosophora Nakai
- Edwardsia Salisb.
- Goebelia Bunge ex Boiss.
- Keyserlingia Bunge ex Boiss.
- Vexibia Raf.

### Liste d'espèces
- Sophora albescens (Rehder) C.Y.Ma
- Sophora alopecuroides L.

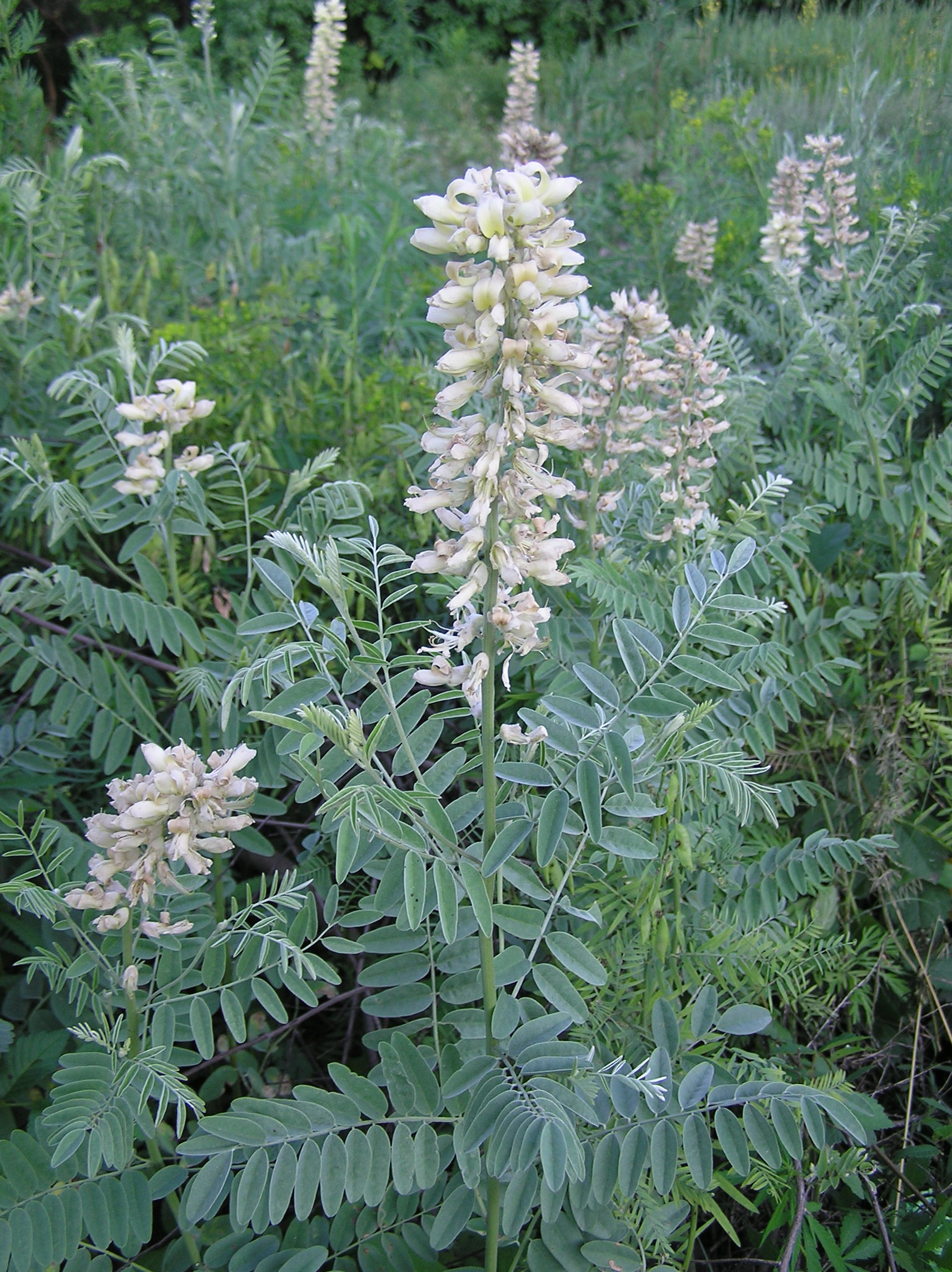
Sophora alopecuroides près de Saratov.

- Sophora cassioides (Phil.) Sparre - Pelu (Chili)

syn. Sophora macnabiana - (Chili)
- Sophora chrysophylla (Salisb.) Seem. - Mamane

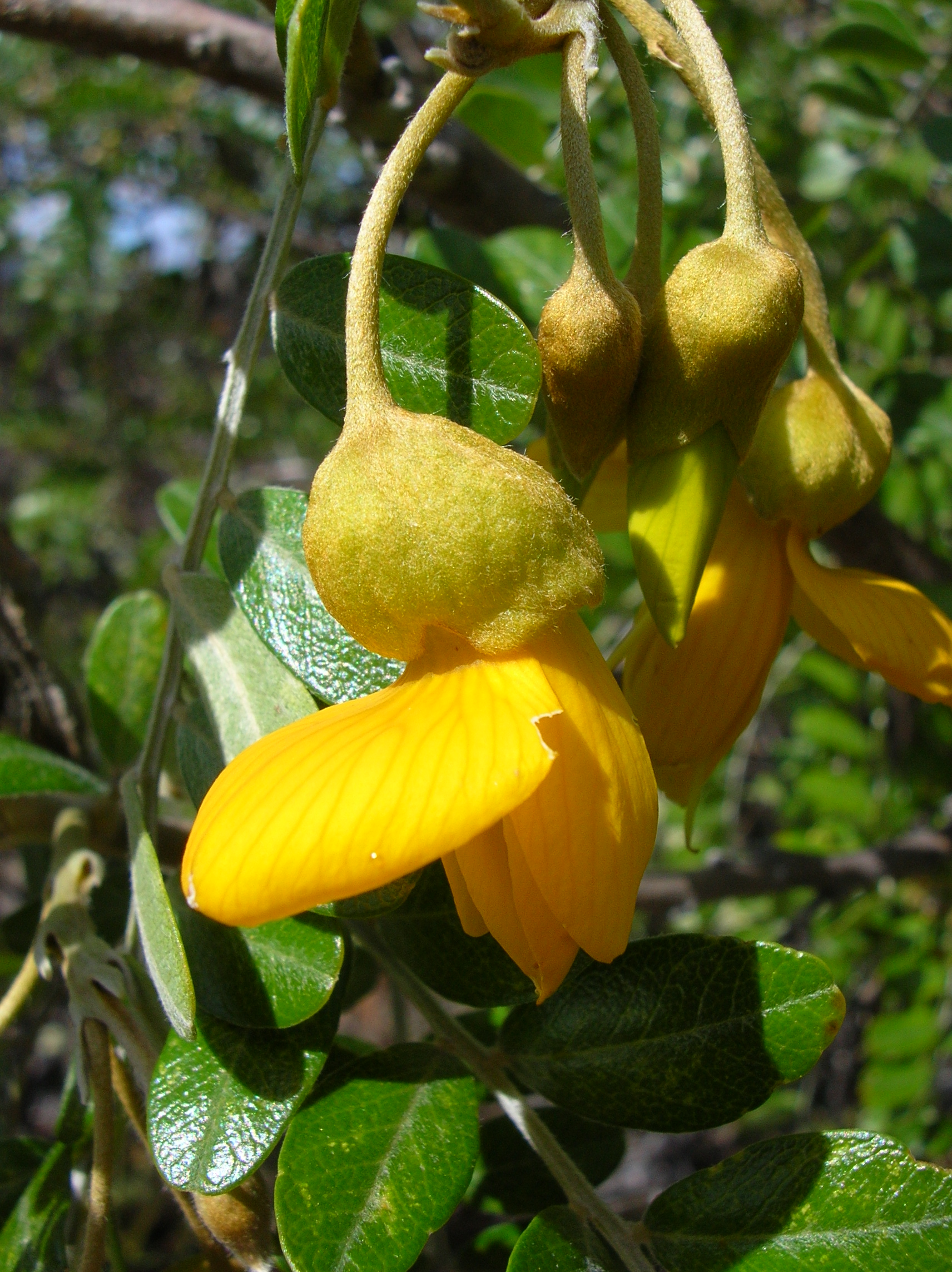
Sophora chrysophylla, mamane.

- Sophora davidii (Franch.) Skeels (Syn. Sophora viciifolia )
- Sophora denudata Bory - Petit tamarin des Hauts  (Réunion)
- Sophora fernandeziana - (Archipel Juan Fernández)
- Sophora flavescens Aiton
- Sophora fulvida - Kowhai Waitakere  (Nouvelle-Zélande)
- Sophora godleyi - Kowhai Godley, Kowhai Papa  (Nouvelle-Zélande)
- Sophora howinsula (Oliv.) P. S. Green
- Sophora inhambanensis Klotzsch
- Sophora koreensis Nakai
- Sophora lehmannii (Bunge) Kuntze
- Sophora longicarinata - Kowhai (Nouvelle-Zélande)
- Sophora macrocarpa Sm.  - (Chili)
- Sophora masafuerana - (île Juan Fernández)
- Sophora microphylla Aiton  - kowhai à petites feuilles  (Nouvelle-Zélande)
- Sophora mollis (Royle) Graham ex Baker
- Sophora molloyi - kowhai du détroit de Cook  (Nouvelle-Zélande)
- Sophora moorcroftiana Benth.
- Sophora nuttalliana B. L. Turner
- Sophora pachycarpa Schrenk ex C. A. Mey.
- Sophora prostrata Buchanan  - kowhai nain, Kowhai prostré  (Nouvelle-Zélande)
- Sophora stenophylla Gray
- Sophora tetraptera J. F. Mill. - kowhai à grandes feuilles, kowhai Taupo  (Nouvelle-Zélande)
- Sophora tomentosa L. - sophorier cotonneux, Mamane
- Sophora tonkinensis Gagnep.
- Sophora toromiro Skottsb. - Toromiro (île de Pâques)
- Sophora velutina Lindl.
- Sophora violacea Thwaites

### Espèces reclassées dans d'autres genres
- Pour Sophora affinis Torr. & A. Gray, voir Styphnolobium affine (Torr. & A. Gray) Walp. - Sophorier du Texas, collier d'Ève (Oklahoma et Texas, États-Unis)
- Pour Sophora japonica L., voir  Styphnolobium japonicum (L.) Schott - le sophorier du Japon ou arbre des pagodes
- Pour Sophora secundiflora  (Ortega) Lag. ex DC., voir Calia secundiflora  (Ortega) Yakovlev - haricot mescal